# Cuvette-Ouest
Cuvette-Ouest – jeden z departamentów Konga, położony w północno-wschodniej części państwa. Stolicą departamentu jest miasto Ewo.
Departament ten zamieszkiwało w 2007 roku 72 999 osób. Jego powierzchnia wynosi 26 600 km².
Departament ten podzielony jest na 6 dystryktów:
1. Etoumbi
2. Ewo
3. Kellé
4. Mbama
5. Mbomo
6. Okoyo